# Avicularia leporina
Avicularia leporina é uma espécie de aranha pertencente à família Theraphosidae (tarântulas).